# Dismidila halia
Dismidila halia là một loài bướm đêm trong họ Crambidae.